# Émeric Fisset
 (mars 2011).
Si vous disposez d'ouvrages ou d'articles de référence ou si vous connaissez des sites web de qualité traitant du thème abordé ici, merci de compléter l'article en donnant les références utiles à sa vérifiabilité et en les liant à la section « Notes et références ».
Émeric Fisset né à Paris en 1962 est un écrivain et voyageur français.

## Biographie
Spécialiste des voyages en solitaire à pied, il a pris goût au voyage lorsqu'il travaillait pour l'organisation non gouvernementale humanitaire Hôpital sans frontière, avec des passages en Thaïlande, en Ouganda, au Tchad ou en Algérie.
Engagé dans l'armée comme parachutiste, il voyage au Gabon, en Bosnie et en Lettonie.
De 1984 à 1986, il voyage dans une grande partie de l'Europe, puis les deux années suivantes jusqu'au Pakistan.
En 1990, il voyage en Alaska, puis en 1992 le long de la piste Hô Chi Minh et en 1994-1995 de nouveau en Alaska.
En 1999, avec Emmanuel Hussenet, il se rend sur l'île d'Ellesmere en Arctique.
Dans les années 2000, il a voyagé en Amérique du Sud, dans les régions montagneuses françaises et, avec Julie Boch, dans le Kamtchatka.
Émeric Fisset codirige avec Marc Alaux les éditions Transboréal. Il réside à Meudon dans les Hauts-de-Seine.
Avec Christine de Chefdebien-Zagarriga qu'il a épousé en 2014, Émeric Fisset fonde l'association Propolis.

## Œuvres
- Dans les pas de l'ours : Une traversée solitaire de l'Alaska sauvage, Éditeur Transboréal, 1993, 445 pages
- Alaska : Visions d'un pèlerin de la grande terre,  Éditeur Transboréal, 1995, 93 pages
- Sous l'aile du grand corbeau : De Seattle au détroit de Béring, Éditeur Flammarion, 1996, 459 pages
- Par les volcans du Kamtchatka, avec Julie  Boch, Éditeur Transboréal, 2007, 336 pages - ce livre reçoit le prix des pays du Mont-Blanc (2007) et le prix spécial « Récits » du Cercle polaire (2007)
- L'Ivresse de la marche : Petit Manifeste en faveur du voyage à pied, Éditeur Transboréal, 2008, 89 pages
- De la côte d’Opale à la mer de Glace, marche de trois mois entre le nord de la France et les Alpes dans l'été 2012, dans Carnets d'Aventures n°33 .